# Matest Agrest
Mates (Matest) Mendelevich Agrest (Mahilou, Bielorrússia, 20 de julho de 1915 – Charleston, 20 de setembro de 2005) foi um matemático russo, um dos proponentes da teoria dos astronautas antigos.
Graduado pela Universidade Estatal de Leningrado (atual Universidade Estatal de São Petersburgo) em 1938, obteve um doutorado em ciência, física e matemática em 1946. Aposentou-se em 1992 e imigrou com sua mulher para Charleston, Carolina do Sul, Estados Unidos.
Agrest inspirou dentre outros Erich von Däniken e Zecharia Sitchin, que em décadas posteriores popularizaram a teoria dos astronautas antigos.

## Publicações
1. Следы ведут в... космос? (Trail leads to... Space?), 9 de fevereiro de 1960[4]
2. КОСМОНАВТЫ ДРЕВНОСТИ (The Astronauts of Yore), 1961[5]
3. Des cosmonautes dans l'antiquité? (Cosmonauts in antiquity?), 1962[6]
4. Theory of Incomplete Cylindrical Functions and their Applications, co-authored with Michail S. Maksimov, Grundlehren der mathematischen Wissenschaften, 1971[7]
5. The Historical Evidence of Paleocontacts, 1994[8]
6. Paleocontact Ideas in the Middle Ages, 1994[9]
7. Experimental Proof of the Paleocontact Hypothesis, 1995[10]